# Явожинка
Явожинка (пол. Jaworzynka (dopływ Dunajca)) — гірська річка в Польщі, у Новосондецькому повіті Малопольського воєводства. Права притока Дунайця, (басейн Балтійського моря).

## Опис
Довжина річки 11,66 км. Формується притоками, безіменними струмками та частково каналізована.

## Розташування
Бере початок на північних схилах гори Великої Пшегиби (1191 м) на висоті 1130 м над рівнем моря (гміна Старий Сонч). Тече переважно на північний захід через Скудзіну, Голковіце-Гурне і у Голковіце-Дольне впадає у річку Дунаєць, праву притоку Вісли.